# Klocke (Adelsgeschlecht)

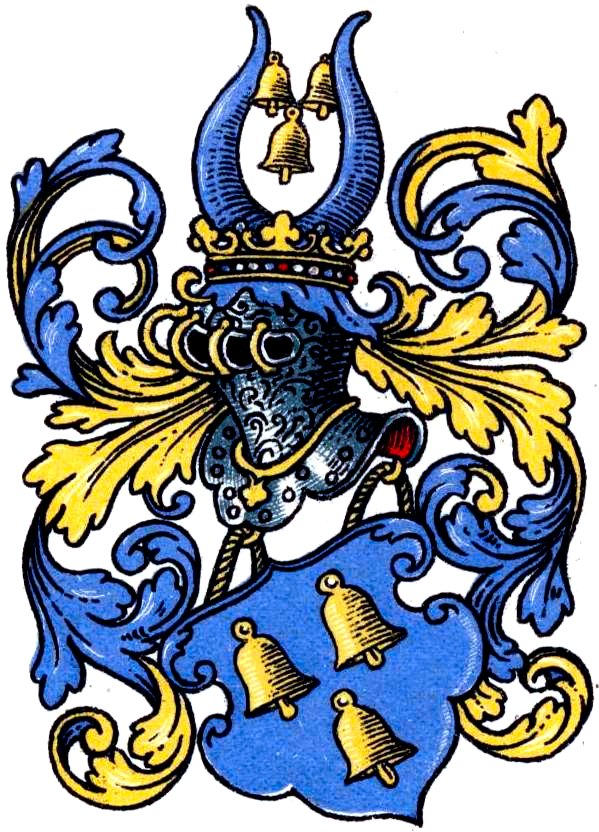
Wappen derer von Klocke

Klocke ist der Name eines westfälischen Adelsgeschlechts.

## Geschichte
Das Geschlecht war insbesondere in Soest ansässig und gehörte dort zum Patriziat. Bei Soest besaß es u. a. Haus Borghausen, das Goswin Klocke, Erbgesessener und Ratsherr zu Soest und Erbsälzer zu Sassendorf, 1619 kaufte. 1634 war das alte Haus abgebrannt. Die Familie errichtete daraufhin ein gleicher Stelle ein neues Herrenhaus und neue Wirtschaftsgebäude. Ab 1725 saß Johann Heinrich Sigismund von Klocke auf Haus Borghausen. 1844 ließ Franz von Klocke einen Neubau des Herrenhauses außerhalb der alten Wassergräben errichten. 1917 verkaufte Franz von Klocke das Haus an Major Heinrich Wegmann aus Lütgendortmund.
Mehrere Familienmitglieder dienten in der königlich-preußischen Armee, so ein Leutnant im 11. Husaren-Regiment, und ein anderer im 16. Landwehr-Regiment.
Das Geschlecht blüht heute noch.

## Persönlichkeiten
- Friedrich von Klocke (1891–1960), Archivar, Privatdozent, Historiker und Genealoge.

## Wappen
Blasonierung: In Blau drei (2:1) goldene Glocken. Auf dem Helm zwischen zwei blauen Büffelhörnern drei (2:1) goldene Glocken. Die Helmdecken sind blau-golden.
Max von Spießen nennt eine Variante, die einen roten Schild zeigt. Bei Siebmacher findet man darüber hinaus auch eine Variante mit einem schwarzen Schild. Letztere Variante, die ein Regierungs- und Forstrat aus Hildesheim führte, zeigt auf dem Helm einen schwarzen Flug mit goldener Rose.

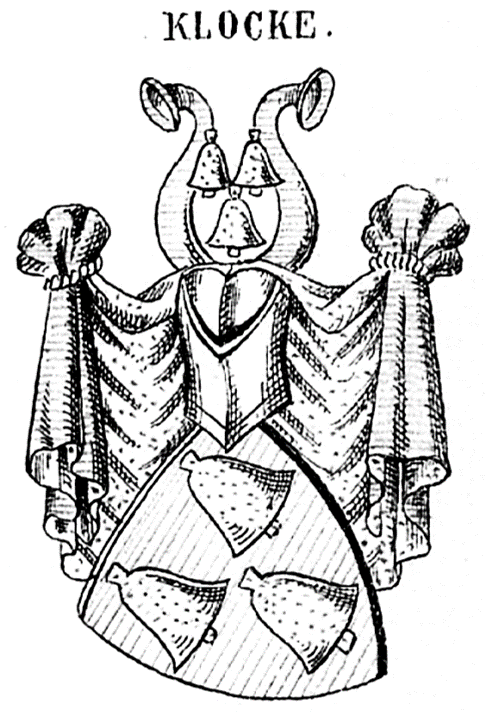
Wappen derer von Klocke bei Siebmacher (1878)
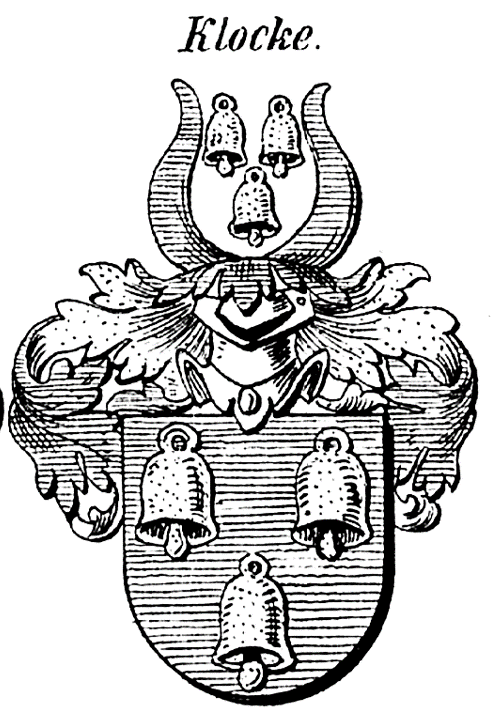
Wappen derer von Klocke bei Siebmacher (1916)
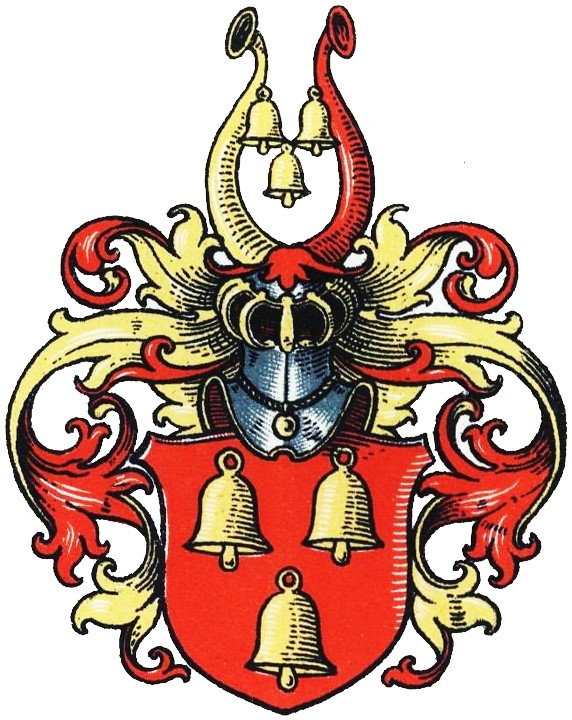
Wappenvariante mit rotem Schild bei Spießen
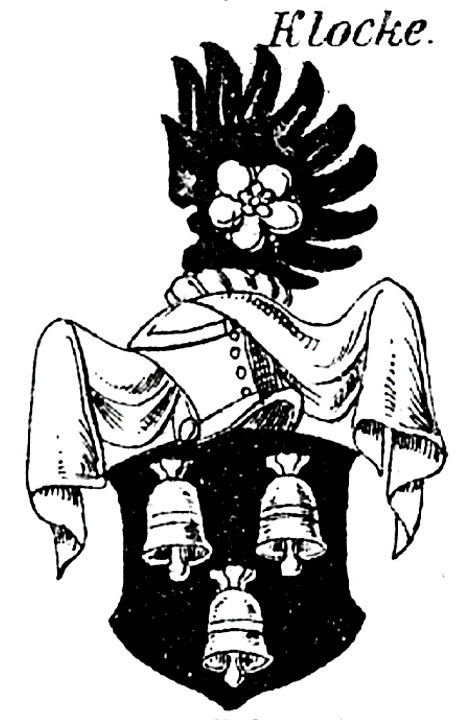
Wappenvariante mit schwarzem Schild und schwarzem Flug bei Siebmacher (1906)